# Северен съюз
Северен съюз се нарича антишведската коалиция по време на Великата северна война, създадена през 1699 г. от полско-саксонския крал Август II, датския крал Фредерик IV и царя на Русия Петър I за подялба на част от владенията на Швеция. Една от главните причини за появата му е непълнолетието на новия шведски крал Карл XII, което създава добри условия за успешни военни действия. Роля за появяването на Северния съюз има и ливонският рицар Паткул, който служи като медиатор за първите контакти. Все пак първата стъпка се постига без неговото участие – отбранителната руско-датска конвенция от 24 август 1699 г. На 25 септември същата година се сключва защитен договор между Саксония и Дания, към който на 22 ноември се присъединява и Русия (Август II участва в съюза само като курфюрст на Саксония, така че формално Полша остава неутрална). Докато публично потвърждават мира с Швеция, тримата владетели се договарят за подялбата на някои от владенията ѝ: Ливония трябва да остане за Август II, Ингрия и Естония за Петър I, Бремен-Ферден и остров Рюген за Фредерик IV. Съюзът остава само с двама участници 9 месеца след началото на военните действия с капитулацията на Дания в Травентал (август 1700).
През 1701 г. Петър и Август се срещат в Самогития, където в присъствието на Паткул се договарят за продължаването на войната без да се сключват сепаративни договори с Швеция. Нова среща между тях се провежда през 1704 г. в Нарва, завършила с договора от 30 август, в който Русия се ангажира да изпрати 12 000 д. на помощ на Август в Полша, да поеме разходите на армията му от 47 000 д. и да плаща още 200 000 рубли годишно. Петър обаче отказва да приеме, че Ливония ще бъде безусловно предадена на Полша. През 1705 опитите на Паткул да присъедини Прусия към Северния съюз не успяват, а преговорите му с австрийците от 1706 г. довеждат до арестуването му от Август II. През същата година Август отпада от съюза по договора в Алтранщедт, с което на практика шведският крал Карл XII успява да ликвидира съюза
Той се възстановява през 1709 г. Още на 28 юни, преди да са научили за поражението на Карл XII при Полтава, Дания и Саксония сключват в Дрезден нов съюзен договор, за „да се възстанови равновесието на север и да се върне Швеция в предишните ѝ граници“. След като новината за руската победа стига до Европа, Август иска да се срещне с Петър. На 17 октомври 1709 г. на една лодка на Висла край град Торун двамата подновяват договора си, като русите се ангажират да върнат Август на полския престол, изгубен през 1704, а той окончателно оттегля претенциите си за Ливония. Въпреки хроничните противоречия между Дания и Саксония, вторият Северен съюз има определени успехи срещу Швеция, поради което среща упоритото противодействие на Англия. През 1712 г. се правят още по-сериозни опити да се привлекат Хановерско курфюрстство и Прусия, но главна грижа на Петър I е колебливата поради английското влияние Дания. За да разполага със силния ѝ флот той ѝ предлага по 15 000 рубли годишно и 15 000 д. за атака срещу Скания. Дания е основният противник за влизането на Прусия и Хановер, тъй като те имат апетити към считаните за нейна сфера северногермански владения на Швеция. През 1714 г. хановерският курфюрст Георг I става английски крал като Джордж I и започва да създава нова коалиция, което слага край на второто издание на Северния съюз.
Третият Северен съюз е последната коалиция срещу Карл XII, иницииран от Георг I през 1714 г., който се стреми да създаде нов баланс между противниците на Швеция, така че Хановер и Прусия да могат да постигнат целите си относно северногерманските владения на Карл XII. Този вид на съюза отговаря на новия основен театър на войната, а именно Германия. Договорите между главните участници Хановер, Дания и Прусия са подписани на 2 и 17 май и на 7 юни 1715 г. в Копенхаген. Карл XII протестира срещу заложената в договора подялба на владенията му, в отговор на което Хановер и Прусия му обявяват война. От самото си начало съюзът обаче е пронизан от множество противоречия, така че успехите му са ограничени.
През 1716 е превзет Висмар, последното шведско владение в Германия, но в същото време се проваля руско-датската атака срещу Скания, което поражда дълбоко недоверие между Петър I от една страна и Георг I и Фредерик IV от друга. Военните действия на русите срещу Данциг и намесата им в делата на Меклембург през същата година водят до окончателното разпадане на съюза. Той се замества от сближаване на Русия с Франция и на Англия с Швеция, с което военните действия почти се прекратяват.